# Dahladammen
Dahladammen (persiska: سد دهلا, Sadd-e Dahla), även kallad Arghandabdammen (سد ارغنداب, Sadd-e Arghandab), är en dammbyggnad i Afghanistan. Den dämmer floden Arghandab, en biflod till Helmandfloden, och ligger i distriktet Shah Wali Kot, i provinsen Kandahar. Dammen ligger 1 127 meter över havet.